# مذبحة ماراغا
مذبحة ماراغا هي القتل الجماعي للمدنيين الأرمن في قرية ماراغا على يد القوات الأذربيجانية، التي استولت على القرية في 10 أبريل 1992، خلال حرب ناغورني - كاراباخ. وقُتل القرويون، بمن فيهم رجال ونساء وأطفال وشيوخ، دون تمييز وتعمد، ونهبت منازلهم وأحرقت؛ القرية دمرت. وفي حين تتراوح تقديرات العدد الفعلي للقتلى بين 50 و100 شخص، فإن معظم المصادر تشير إلى مقتل أكثر من 50 شخصا، بينما تم احتجاز 53 آخرين رهائن، لم يُرد 19 منهم قط.

## الخلفية
تقع قرية ماراغا (لينينافان) في منطقة مارتاكيرت في ناغورنو كاراباخ، على الجانب الآخر من الحدود من مدينة ترتر الأذربيجانية (المعروفة أيضا باسم مير - بشير) وكانت واحدة من أكبر القرى في المنطقة. ووفقاً لتعداد عام 1989، كان عدد سكان القرية 4،660 نسمة، معظمهم من الأرمن العرقيين، بمن فيهم عدد قليل من الأسر الأرمنية التي هربت من المذابح ولكنها رُحلت بالقوة من سومغايت و‌باكو ومناطق أخرى من أذربيجان السوفياتية.
وبحلول ربيع عام 1992 تصاعد الصراع في ناغورنو - كاراباخ. وشددت أذربيجان الحصار الذي فرضته على ناغورني - كاراباخ لمدة سنتين تقريبا، في الوقت نفسه، مستخدمة سياسة التطهير العرقي والاعتداءات العسكرية ضد الأرمن في كاراباخ. تعرضت القرى المتاخمة في كاراباخ للغارات والقصف بشكل منهجي من قبل القوات المسلحة الأذربيجانية.

## المذبحة والفظائع
استولى الجيش الأذربيجاني على ماراغا في اليوم نفسه (10 أبريل) وذبح السكان المدنيين. استعاد الأرمن القرية في اليوم التالي. وأفاد المقاتلون الأرمن بالعثور على جثث 43 مدنيا، معظمهم من المشوهين.
اتسمت المذبحة بأفعال متطرفة من القسوة والذبح. وقام الجنود الأذربيجانيون بقطع رؤوس 45 قرويا، وأحرقوا آخرين، وأخذوا 100 امرأة وطفل كرهائن، ونهبوا وأضرموا النار في جميع المنازل، وغادروا مع كل ما تم التقاطه من أعمال النهب. ووفقا لروايات شهود العيان، تم قطع رؤوس الأشخاص وتعذيبهم (مثل جرهم إلى دبابة أو حرقهم أحياء)، وتشويه الجثث وتشريحها وحرقها؛ أما غير المقاتلين، ومن بينهم رجال ونساء وأطفال، فقد أُسروا وأخذوا رهائن.
ودفنت جثث القتلى في وقت لاحق في مقبرة جماعية بالقرب من القرية. وإلى جانب هؤلاء الذين قتلوا حوالي 57 شخصاً، من بينهم 30 رجلاً و21 رجلاً و6 أطفال، أصيبوا بطلقات نارية. وقد عانى الرهائن الذين تم تبادلهم فيما بعد من الإذلال والتعذيب والصدمات النفسية. ولا تزال مصائر الرهائن الآخرين مجهولة.